# Бурле Маркс, Роберту
Роберту Бурле Маркc (порт. Roberto Burle Marx; 1909, Сан-Паулу — 1994, Сан-Паулу) — бразильский ландшафтный дизайнер, художник, экологист и натуралист.

## Биография
Роберту Бурле Маркс был одним из ведущих мировых специалистов в области ландшафтного дизайна. Его первый проект ландшафта был выполнен для частного дома, построенного архитекторами Лусиу Костой и Грегори Варшавчиком в 1932 году. В 1949 году он приобрёл поместье Барра де Гуиратиба (англ. Barra de Guaratiba) в предместье Рио-де-Жанейро, Бразилия, площадью в 350 тысяч квадратных метров, для своей коллекции растений из 3.500 наименований. В 1985 году он подарил её Бразильскому правительству и в том же году основал свою ландшафтную компанию. Он провёл много времени в бразильских лесах, изучая их флору. По крайней мере, 50 растений названо его именем. Больше всего Бурле-Маркс известен своими работами в городе Бразилиа, столице Бразилии.
В числе его учеников — Лижия Кларк.